# 七戸藩
七戸藩（しちのへはん）は、盛岡藩において、居所を七戸城（青森県上北郡七戸町）とする分知大名の創設を幕府に願って認められて以後の呼称である。別称を盛岡新田藩という。

## 概要
戊辰戦争において宗家盛岡藩とともに奥羽越列藩同盟に列したことより、1868年（明治元年）に1000石を削減された上で当時の藩主南部信民が隠居することになったが、1869年（明治2年）に明治政府は戦後処理の際に誤認をして、信民の遺領10000石を弟である信方に改めて下賜し、七戸城の改修や領内整備などをおこない、信方が改めて七戸藩を立藩した。

## 沿革
- 1694年（元禄7年） - 盛岡藩5代藩主南部行信が舎弟の南部主税政信（麹町侯）に5000石、南部主計勝信（三田侯）に3000石を分知し、旗本寄合席として別家を立てる。
- 1707年（宝永4年） - 知行所を本家に返還し、蔵米（半額は金納）を持ってこれと替えた。
- 1746年（延享3年） - 南部主殿信弥（麹町侯）、家督を継ぐ。
- 1750年（寛延3年） - 南部主税信博（麹町侯）、家督を継ぐ。
- 1756年（宝暦6年） - 南部主税信喜（麹町侯）、家督を継ぐ。
- 1799年（寛政12年） - 南部主税信鄰（麹町侯）、家督を継ぐ。
- 1819年（文政2年） - 南部播磨守信鄰の諸侯加列を願い出て許可され、盛岡藩11代藩主南部利敬から蔵米で6000石を加増、11000石の定府大名として、盛岡新田藩を立藩し諸侯に列する。
- 1822年（文政5年） - 南部信誉、家督を継ぐ。
- 1858年（安政5年） - 城主格大名に昇格する。
- 1862年（文久2年） - 南部信民、家督を継ぐ。
- 1863年（文久3年） - 七戸村（青森県上北郡七戸町）の隣村三木谷村（現十和田市）に陣屋の貸与を受ける。
- 1868年（明治元年）12月 - 南部信民、1000石の削減と隠退を命じられる。南部信方、家督を継ぐ。
- 1869年（明治2年）正月 - 明治政府が南部信民の遺領10000石を南部信方に改めて下賜する。
- 1869年（明治2年）　- 版籍奉還により南部信方が藩知事となる。
- 1870年（明治3年）閏10月 - 七戸通惣百姓一揆。
- 1871年（明治4年） - 廃藩置県により七戸藩は廃藩となり七戸県を経て、弘前県から青森県に至る。

## 歴代藩主
1. 南部播磨守信鄰
2. 南部丹波守信誉
3. 南部美作守信民
4. 南部信方

## 城地

### 藩の居城
- 七戸城（青森県上北郡七戸町）